# Ábrahám Júlia
Ábrahám Júlia (Győr, 1966. október 8. –) magyar pedagógus, jogász. A Fitness Akadémia alapító-igazgatója, az ELTE Pedagógiai és Pszichológiai Kar egyetemi oktatója.

## Életpályája
Győrben érettségizett, ezt követően Budapestre költözött. Középiskolai testnevelő tanár diplomát szerzett a Testnevelési Egyetemen, ezután a Pázmány Péter Katolikus Egyetem Jog- és Államtudományi Karon elvégezte a jogász szakot. 2005-2009-ig a Semmelweis Egyetem 5. számú Doktori Iskolájában doktorandusz képzésben vett részt. 2017-ben doktori fokozatot szerzett a Testnevelési Egyetem Sporttudományok Doktori Iskolájában.
1996-ban alapította a Fitness Akadémiát, melynek azóta is igazgatója. 1996-tól a Magyar Sporttudományi Társaság Rekreációs Szakbizottságának tagja, 2011-2022 között titkára. 2010-től egyetemi oktató az ELTE Pedagógiai és Pszichológiai Kar Egészségfejlesztési és Sporttudományi Intézetében.
2014-ben lépett be a Lehet Más a Politikába. 2017-től az Országos Elnökség tagja és Egészségügyi Kabinet vezetője, illetve a párt Jogi és Programalkotási Bizottságát vezette.  A 2018-as magyarországi országgyűlési választáson az LMP képviselőjelöltje volt a Budapest 10. OEVK-ben, de az ellenzéki győzelem biztosítása érdekében visszalépett. 2018. július 2-án kilépett az LMP-ből. Alapító tagja volt a 2020 októberében létrejött Új Világ Néppártnak.
Budapesten él. Férjezett, három gyermeke van.